# Salinee Tavaranan
Salinee Tavaranan é engenheira mecânica especializada em energia solar e outras formas de energia sustentável. Ela é diretora de projeto da Border Green Energy Team (BGET) e CEO e fundadora da empresa SunSawang, disponibilizando sistemas de energia verde para populações remotas. Ela recebeu o prêmio Cartier Women's Initiative 2014 por seu trabalho no fornecimento de energia renovável para áreas remotas na Tailândia.

## Educação
Salinee Tavaranan cresceu na ilha de Phuket, localizada no sul da Tailândia. Ela recebeu o diploma de bacharel em engenharia mecânica pela Universidade Chulalongkorn, na Tailândia, em 2001. Ela então obteve um mestrado em engenharia de energia solar pela Universidade de Massachusetts, em 2003.

## Carreira
Salinee Tavaranan tinha acabado de iniciar seu doutorado quando lhe foi oferecido o cargo de diretora de projeto na Border Green Energy Team (BGET). Ela voltou à Tailândia para se juntar ao projeto. Border Green é uma organização não governamental (ONG) que trabalha com moradores para instalar sistemas de energia verde utilizando energia solar, micro-hidrelétrica e biogás. Uma das razões para treinar os moradores locais é que as áreas podem não ser acessíveis na estação chuvosa. A BGET trabalhou com refugiados no campo de refugiados de Mae La, perto da fronteira entre a Tailândia e a Birmânia (hoje Myanmar), bem como com moradores de áreas remotas. Este trabalho permitiu que as pessoas tivessem acesso a recursos tão necessários, incluindo água, luz, salas de aula com computadores, médicos e recursos de saúde.
Em 2004, o governo tailandês apoiou uma iniciativa para instalar sistemas solares domésticos em quase 300.000 residências tailandesas em áreas remotas que não tinham acesso à rede energética nacional. A investigação de acompanhamento levada a cabo pelo Programa das Nações Unidas para o Desenvolvimento, vários anos mais tarde, mostrou que 80% dos sistemas não tinham sido mantidos e já não eram utilizados. Em 2011, o BGET realizou um programa piloto com 300 pessoas para testar a viabilidade de fornecer produtos de energia solar e serviços de manutenção mediante pagamento, numa tentativa de desenvolver um modelo mais sustentável para o desenvolvimento local de energia verde.
Em março de 2013, Salinee Tavaranan criou sua startup SunSawang para fornecer serviços de manutenção para sistemas movidos a energia solar. A empresa recruta e forma técnicos locais que fazem a manutenção dos equipamentos disponibilizados pela anterior iniciativa governamental. Painéis fotovoltaicos caros geralmente podem ser recuperados e reutilizados com componentes relativamente baratos, como micro-turbinas hidrelétricas, lanternas movidas a energia solar e carregadores de telefones celulares. Os custos iniciais mais elevados são equilibrados com os custos contínuos mais baixos, oferecendo planos de pagamento de cinco anos. A partir de 2014, a empresa concentrou-se em trabalhar com habitantes da região de Tak, uma área de florestas e parques nacionais perto da fronteira entre a Tailândia e a Birmânia. Salinee Tavaranan continua a trabalhar até certo ponto com o BGET, bem como com o SunSawang.
Ela recebeu um dos prêmios Cartier Women's Initiative em 2014 por seu trabalho no fornecimento de energia renovável para áreas remotas na Tailândia. Salinee Tavaranan foi incluída na lista de 2014 da BBC das 100 mulheres mais inspiradoras do mundo.